# Cezar Białystok
Cezar Białystok – polski nieistniejący klub siatkarski mężczyzn z Białegostoku.

## Historia
W 1999 roku uzyskał prawo gry w II lidze. Po I rundzie rozgrywek II-ligowych Cezar się rozpadł, a jego drużyna przeszła do Bielska Podlaskiego, gdzie grała w barwach MOSiR-u (przed sezonem 2000/01 przejął ją NET Ostrołęka). Szkoleniowcem białostockiego klubu był wówczas Jacek Wesołowski.